# Brielen
Brielen est une section de la ville belge d'Ypres située en Région flamande dans la province de Flandre-Occidentale. C'était une commune à part entière avant la fusion des communes de 1971.

## Histoire
Pendant la Première Guerre mondiale, Brielen était à proximité du front qui passait dans les environs d'Ypres. Des troupes sont passées ou ont stationné sur Brielen, comme par exemple en novembre 1914, venant de Saint-Pol-sur-Ternoise, acheminées en train jusqu'à Bailleul, puis gagnant Brielen à pieds, ou encore en mars 1915.
L'état-major de troupes françaises engagées sur le front d'Ypres a cantonné (se mettre au repos à l'arrière) au château des trois tours.

## Démographie

### Évolution démographique
- Sources : INS, Rem. : 1831 jusqu'en 1961 = recensements[5].